# Hugues-Fleury Donzel
Hugues-Fleury Donzel (* 14. Februar 1791 in Rive-de-Gier; † 18. November 1850 in Lyon) war ein französischer Entomologe.

## Leben
Donzel war hauptberuflich im Seidenhandel in Lyon.
1833 wurde er Mitglied der Société entomologique de France und 1850 Mitglied der Société linnéenne de Lyon.
Donzel sammelte vor allem Insekten (Schmetterlinge) im Gebiet des Mont Pilat, in den Seealpen und Pyrenäen. Seine Sammlung ist im Naturkundemuseum von Lyon.
Weitere bedeutende Entomologen im Lyon des 19. Jahrhunderts waren der Professor und Bibliothekar Étienne Mulsant (1797–1880), der vor allem Käfer sammelte und mit Claudius  Rey eine Naturgeschichte der Käfer Frankreichs in 42 Bänden veröffentlichte (1865 bis 1879), der Winzer Claudius Rey (1817–1895), und die Anwälte Eugène Foudras (1783–1859) und Benoit-Philibert Perroud (1796–1878).

## Schriften
- Description de Lépidoptères nouveaux, Annales Soc. Ent. Franc., 1846–1847